# San Severo fuori le mura (Nápoly)
A San Severo fuori le mura vagy San Severo alla Sanità templom Nápolyban.

## Története
A 4. század végén Severus ezt a helyet jelölte ki sírhelye számára. Miután ereklyéit átszállították a San Giorgio Maggiore-templomba, a katakombákbeli kultusza fokozatosan elhalványult. A jelenlegi templom a 16. században épült fel Carafa érsek jóvoltából, aki később a minoritáknak ajándékozta. 1680-ban a szerzetesek teljesen átalakították. Bővítésével Dionisio Lazzarit bízták meg.
Belső díszítései Paolo De Matteis valamint Camillo Maresca nevéhez fűződnek.
A harmadik kápolnából van a lejárat a San Severo-katakombákba, amelyet az elmúlt években restauráltak.